# Surfin' U.S.A.
Cet article concerne l'album des Beach Boys. Pour la chanson du même nom, voir Surfin' U.S.A. (chanson).
Albums de The Beach Boys
Surfin' Safari
(1962) Surfer Girl
(1963)
Surfin' USA est le deuxième album lancé par les Beach Boys en janvier 1963. C'est le second album du groupe à être produit par Nick Venet sous le label Capitol Records.
Surfin' U.S.A. est l'album qui a fait réellement décoller la carrière des Beach Boys avec son single éponyme. C'est également avec cet album que Brian Wilson a montré ses réelles qualités de compositeur et d'arrangeur vocal. L'amplitude sonore des voix a été obtenue simplement en doublant celles-ci, créant ainsi ce son unique caractéristique des Beach Boys. Comme pour Surfin' Safari, certains ont suggéré que ce n'est pas Nick Venet, le producteur officiel crédité, mais Brian qui a produit Surfin' U.S.A..
Une autre particularité de cet album, est la présence de cinq morceaux instrumentaux sur les douze qu'il compte. Stoked est le premier des nombreux morceaux instrumentaux que Brian Wilson a composés au fil des ans pour les Beach Boys. En outre, Surf Jam est la première chanson écrite par Carl Wilson, âgé de 16 ans à l'époque.
Bien que le single Surfin' U.S.A. soit au centre de toutes les attentions, d'autres faits marquants peuvent être relevés à propos de l'album Surfin' U.S.A.. Farmer's Daughter, la première chanson de Brian Wilson à être chantée avec une voix de fausset, marque suffisamment les esprits pour que Fleetwood Mac l'inclue dans son album Fleetwood Mac Live en 1980, tandis que Lonely Sea (tirée de Surfin' Safari et première chanson écrite avec Gary Usher) est le premier aperçu du côté mélancolique de Brian Wilson.
Le titre Surfin' U.S.A. a été le premier grand succès des Beach Boys aux États-Unis et a propulsé l'album homonyme à la tête des hit-parades avec une deuxième place dans le Top 10. En 1965, lors d'une réédition au Royaume-Uni, Surfin' U.S.A. atteindra la 17e place. La chanson ressemblait tellement à Sweet Little Sixteen de Chuck Berry que pour éviter une action en justice pour plagiat, ce dernier fut crédité comme auteur sur l'album.

## Couverture de l'album
La photographie qui orne la couverture de l'album a été prise par le photographe surfeur John Severson en janvier 1960. Elle montre le surfeur Californien Leslie Williams chevauchant les vagues hivernales à Sunset Beach à Hawaï. Destinée au départ à la couverture du légendaire Surfer magazine, la photo n'a cependant jamais été publiée à cause des dommages causés au négatif original lors du processus de séparation des couleurs, jusqu'à ce que Capitol Records demande une photo appropriée pour le nouvel album des Beach Boys. Severson développe la photo du négatif endommagé et la vend à Capitol…

## Titres

### Face 1
1. Surfin' U.S.A. (Brian Wilson, Chuck Berry) – 2:27
2. Farmer's Daughter (Brian Wilson, Mike Love) – 1:49
3. Misirlou (Roubanis, Wise, Leeds, Russell) – 2:03
4. Stoked (Brian Wilson) – 1:59
5. Lonely Sea (Brian Wilson, Gary Usher) – 2:21
6. Shut Down (Brian Wilson, Roger Christian) – 1:49

### Face 2
1. Noble Surfer (Brian Wilson, Mike Love) – 1:51
2. Honky Tonk (Doggett, Scott, Butler, Sheper, Glover) – 2:01
3. Lana (Brian Wilson) – 1:39
4. Surf Jam (Carl Wilson) – 2:10
5. Let's Go Trippin' (Dick Dale) – 1:57
6. Finders Keepers (Brian Wilson, Mike Love) – 1:38

En 1990, les enregistrements ont été remasterisés. Surfin' USA et Surfin' Safari (l'album précédent) sont sortis sur un seul CD agrémenté de trois titres bonus :
1. Cindy, Oh Cindy (B. Barons, B. Long) - 2:10
2. The Baker Man (Brian Wilson) - 2:36
3. Land Ahoy (Brian Wilson) - 1:39

## Personnel
- Brian Wilson : chant, basse, claviers
- Mike Love : chant, saxophone
- Dennis Wilson : chant, batterie
- Carl Wilson : chant, guitare
- David Marks : guitare rythmique

## Dans la culture populaire
La musique est utilisée dans le film Teen Wolf

## Sources
- (en) Cet article est partiellement ou en totalité issu de l’article de Wikipédia en anglais intitulé « Surfin' USA » (voir la liste des auteurs).
- Surfin' Safari/Surfin' USA CD booklet notes, David Leaf, c.1990.
- "The Nearest Faraway Place: Brian Wilson, The Beach Boys and the Southern California Experience", Timothy White, c. 1994.
- "Wouldn't It Be Nice - My Own Story", Brian Wilson and Todd Gold, c. 1991.
- "Top Pop Singles 1955-2001", Joel Whitburn, c. 2002.
- "Top Pop Albums 1955-2001", Joel Whitburn, c. 2002.
- All Music Guide.com